# 林桂端

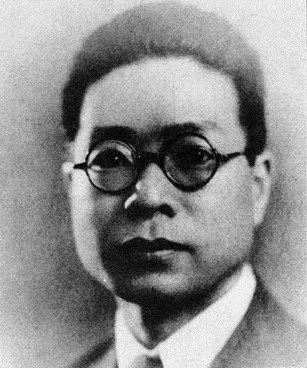
林桂端

林桂端（1907年—1947年3月8日），臺灣臺中人，律師，二二八事件時被中國國民黨政府殺害。

## 生平
日本早稻田大學法科畢業，原在日本本土擔任執業律師，二次大戰後回臺開業，素與同為留日的吳鴻麒推事、王育霖檢察官等人友善。
二二八事件時為王添辯護，為當局所忌。1947年3月8日，被逮捕殺害。
身為法官的好友吳鴻麒曾出門尋找桂端，卻索然無獲，返回法院。不久，吳鴻麒亦被國民黨政府殺害於南港。